# سیارک ۱۵۱۲۸
سیارک ۱۵۱۲۸ (به انگلیسی: 15128 Patrickjones، نامگذاری:2000EG46) پانزده هزار و صد و بیست و هشتمین سیارک کشف شده‌است که در ۹ مارس ۲۰۰۰ کشف شد.
قدر مطلق سیارک برابر ۱۶.۲ است.